# Murilo de Almeida
Murilo de Almeida (ur. 21 stycznia 1989 w Presidente Prudente) – timorski piłkarz występujący na pozycji napastnika.

## Kariera piłkarska
Od 2009 roku występował w EC Bahia, Persiraja Banda Aceh, Magway, Ettifaq, Oita Trinita, AC Nagano Parceiro i South China.